# Roland Thöni
Roland Thöni (ur. 17 stycznia 1951 w Trafoi, zm. 4 kwietnia 2021 w Bolzano) – włoski narciarz alpejski, brązowy medalista mistrzostw świata i igrzysk olimpijskich.

## Kariera
Największy sukces w karierze Roland Thöni osiągnął w 1972, kiedy podczas igrzysk olimpijskich w Sapporo wywalczył brązowy medal w slalomie. W zawodach tych wyprzedzili go jedynie Hiszpan Francisco Fernández Ochoa oraz kuzyn Rolanda, Gustav Thöni. Zgodnie z ówczesnymi zasadami otrzymał też automatycznie brązowy medal mistrzostw świata w tej konkurencji. Na igrzyskach w Japonii wystąpił również w slalomie gigancie, zajmując 27. miejsce. Na rozgrywanych cztery lata później igrzyskach olimpijskich w Innsbrucku wystartował tylko w biegu zjazdowym, kończąc rywalizację na czternastej pozycji. Z powodu kontuzji nie brał udziału w mistrzostwach świata w Sankt Moritz w 1974.
W Pucharze Świata zadebiutował w 1971. Pierwsze punkty wywalczył 7 lutego 1971 w Mürren, zajmując siódme miejsce w slalomie. Na podium pierwszy raz stanął rok później, 16 marca 1972 w Val Gardena, gdzie był trzeci w gigancie. Wyprzedzili go wtedy tylko Edmund Bruggmann ze Szwajcarii oraz Austriak Reinhard Tritscher. W kolejnych startach jeszcze dwukrotnie plasował się na podium, w obu przypadkach na najwyższym stopniu: 17 marca 1972 w Madonna di Campiglio i 18 marca 1972 w Pra Loup był najlepszy w slalomie. Najlepsze wyniki w PŚ osiągnął w sezonie 1971/72, kiedy zajął siódme miejsce w klasyfikacji generalnej, a w klasyfikacji slalomu był trzeci. Wśród slalomistów lepsi byli Gustav Thöni i Edmund Bruggmann. W mistrzostwach Włoch zdobył cztery medale: złoty w zjeździe w 1973, srebrne w slalomie w 1973 i zjeździe dwa lata później, a także brązowy w kombinacji w 1975. Ponadto w 1972 wygrał slalom i kombinację podczas zawodów 3-Tre w Val Gardena.

## Osiągnięcia

### Igrzyska olimpijskie
| Miejsce | Dzień     | Rok  | Miejscowość | Konkurencja | Czas biegu  | Strata   | Zwycięzca                 |
| ------- | --------- | ---- | ----------- | ----------- | ----------- | -------- | ------------------------- |
| 27.     | 10 lutego | 1972 | Sapporo     | Gigant      | 3:09,62 min | +11,11 s | Gustav Thöni              |
| 3.      | 13 lutego | 1972 | Sapporo     | Slalom      | 1:49,27 min | +1,03 s  | Francisco Fernández Ochoa |
| 14.     | 5 lutego  | 1976 | Innsbruck   | Zjazd       | 1:45,73 min | +2,40 s  | Franz Klammer             |

### Mistrzostwa świata
| Miejsce | Dzień     | Rok  | Miejscowość | Konkurencja | Czas biegu  | Strata   | Zwycięzca                 |
| ------- | --------- | ---- | ----------- | ----------- | ----------- | -------- | ------------------------- |
| 27.     | 10 lutego | 1972 | Sapporo     | Gigant      | 3:09,62 min | +11,11 s | Gustav Thöni              |
| 3.      | 13 lutego | 1972 | Sapporo     | Slalom      | 1:49,27 min | +1,03 s  | Francisco Fernández Ochoa |
| 14.     | 5 lutego  | 1976 | Innsbruck   | Zjazd       | 1:45,73 min | +2,40 s  | Franz Klammer             |

### Puchar Świata

#### Miejsca w klasyfikacji generalnej
- sezon 1970/1971: 43.
- sezon 1971/1972: 7.
- sezon 1972/1973: 43.
- sezon 1974/1975: 36.

#### Miejsca na podium w zawodach
1. Val Gardena – 16 marca 1972 (gigant) – 3. miejsce
2. Madonna di Campiglio – 17 marca 1972 (slalom) – 1. miejsce
3. Pra Loup – 18 marca 1972 (slalom) – 1. miejsce